# Alf Aebersold

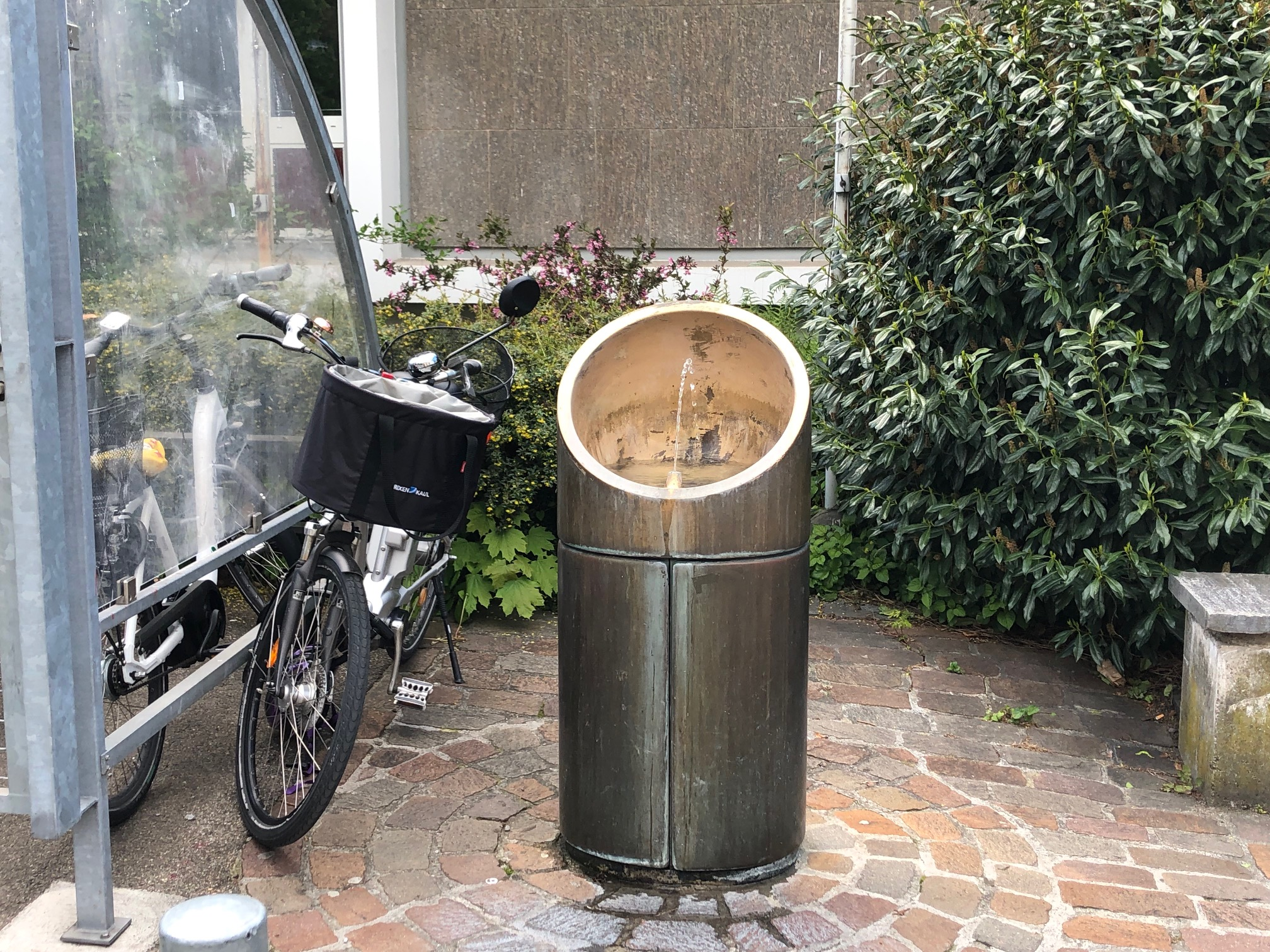
Notwasserbrunnen in der schlichtesten Ausführung

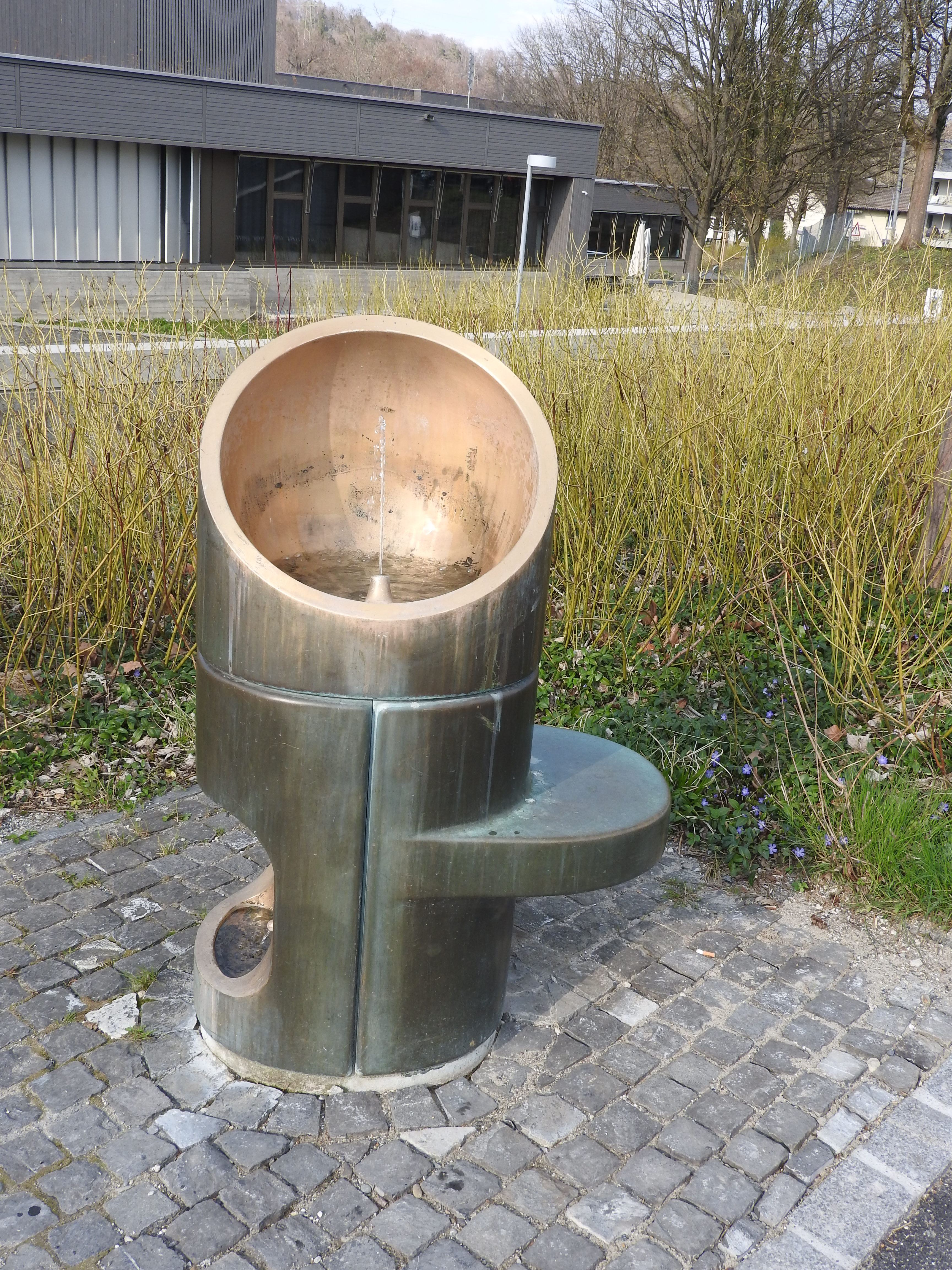
Notwasserbrunnen mit Abstellfläche und Hundetrog

Alf Aebersold (* 2. Juli 1931; † 6. September 2016 in Zürich) war ein Schweizer Innenarchitekt und Designer. Bekannt sind vor allem seine Brunnen in Zürich, die der Notwasserversorgung der Stadt dienen.
Aebersold gehörte 1966 zu den Gründungsmitgliedern des Berufsverbands Schweizer Industrial Designers (SID) und leitete diesen Verband von 1983 bis 1987 als Präsident. Der Grundkurs für Innenarchitektur und Produktgestaltung an der Schule für Gestaltung Zürich geht auf ihn zurück.

## Notwasserbrunnen
1973 gewann Aebersold den ersten Preis bei einem Wettbewerb für typisierte Trinkbrunnen für die Stadt Zürich. Der Entwurf wurde weiterentwickelt und für die Notwasserversorgung der Zürcher Bevölkerung umgesetzt: Mehr als 80 in Bronzeguss gefertigte Brunnen nach Aebersolds Entwurf stehen mittlerweile in Zürich. Die Brunnen bestehen aus kombinierbaren Elementen. Allen ist das Oberteil gemein, das die Gestalt einer geöffneten, ausgehöhlten Kugel hat und einen Trinksprudel enthält. Die Brunnensäule kann geöffnet werden; sie enthält eine Zapfstelle, an der die Bürger im Notfall Wasser in Eimer abfüllen können. Neben den schlichtesten Elementen, die einfach eine glatte Brunnensäule ergeben, stehen auch Module mit Abstellfläche bzw. Hundetrog zur Verfügung. Die Brunnen sind vom normalen Trinkwassernetz der Stadt unabhängig an ein Quellwassernetz angeschlossen. Da mit natürlichem Gefälle gearbeitet wird, sind die Brunnen auch unabhängig von funktionierenden Pumpen.

## Publikationen
- Alf Aebersold u. a.: Die Besessenen. Geschichte der Sitzgelegenheiten, Stühle u. s. w., Kunstgewerbeschule Zürich 1980